# 부산국제영화제조직위원회
부산국제영화제조직위원회는 1996년 설립된 부산국제영화제의 조직위원회이다. 문화체육관광부 소관의 사단법인으로 등록되어 있으며, 사무실은 부산 해운대구 우동 1467번지 영화의전당 비프힐 3층에 있다.
조직위원장은 부산광역시장이 당연직으로 맡아왔으나, 이후 민간 체제로 변경이 되면서 사단법인 부산국제영화제의 이사장이 그 위상을 맡고 있다. 이사회 밑으로는 실질적으로 영화제를 운영하는 집행위원회가 존재하며, 영화제 개최 시 상영작을 선정하는 각계 프로그래머들로 구성된 선정위원회와 사무국으로 이루어져 있다. 현재 집행위원장은 2021년 취임한 허문영 위원장이다.
조직위는 부산국제영화제 및 영상문화와 관련된 각종 행사를 개최함으로써 영상문화 발전에 이바지하는 것을 설립취지로 삼고 있으며, 영화제 개최는 물론 독립영화 제작 후원 및 상영 지원, 기타 영상문화 발전사업을 벌이고 있다.

## 역사

### 위원회 창립

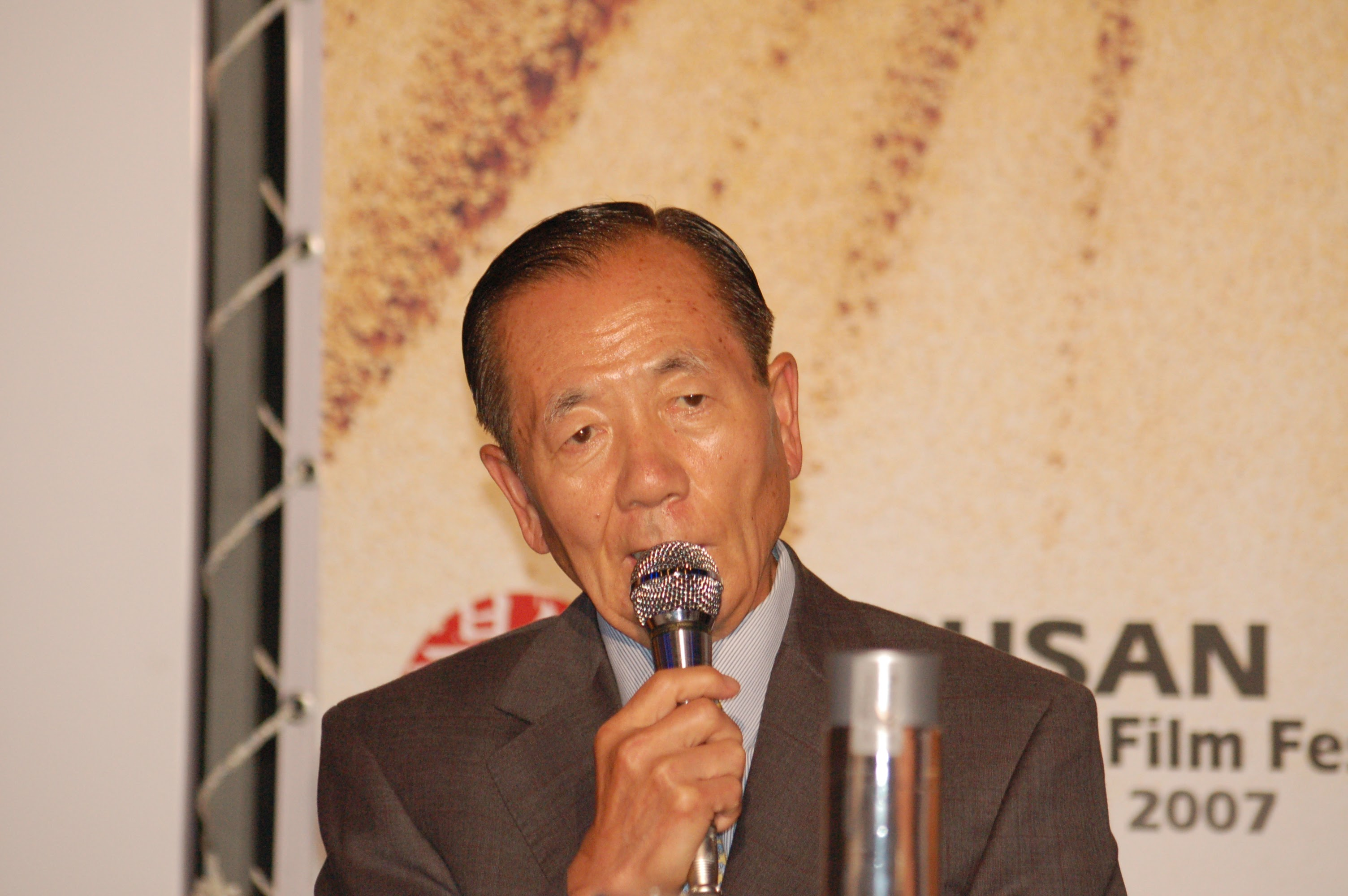
김동호 초대 집행위원장. 조직위원회를 15년간 이끌며 영화제를 성공적으로 정착시킨 점을 높이 평가받는다.

1990년대 초 서울 국제영화제 개최론이 부상했으나 실현으로 이어지지 못한 가운데, 경성대 이용관 교수, 부산예술문화대 김지석 교수, 영화평론가 전양준의 세 사람을 중심으로 부산에서 국제영화제를 개최하자는 움직임이 일기 시작했다. 이들은 1992년 여름 이탈리아 페사로 영화제의 한국영화 특별전 집필위원 자격으로 참석하였는데, 이곳에서 부산영화제 창설에 대한 본격적인 논의가 시작되었고, 부산영화제의 어드바이저를 맡게 되는 영국의 영화평론가 토니 레인즈와도 처음 인연을 맺게 된다.
부산국제영화제에 대한 보다 공개적인 논의는 1994년 11월 21일 부산일보 소강당에서 열린 '2002년 아시안게임을 대비한 부산영상문화 진흥방안' 세미나로부터 출발했다. 이 자리에는 이용관, 김지석은 물론 허창 부산영화평론가협회장, 안수근 교수, 이정하 평론가 등이 참여하여 부산영화제 창설의 가능성에 관한 토론을 펼쳤다. 이 과정에서 영화제 개최 기반자금의 확보 문제를 맞닥뜨려 돌파구를 찾기 어려운 상황이었으나, 파라다이스호텔 측에서 영화제 창설에 관심이 있다며 시드머니 지원 의사를 전하면서 급진전을 이루게 되었다.
1995년 8월 17일 세 사람은 서울 플라자호텔 커피샵에서 김동호를 만나 부산국제영화제의 집행위원장을 맡아줄 것을 요청했다. 김동호는 전 영화진흥공사 사장으로 문화부 차관과 공연윤리위원장을 거치다 1995년 3월 공직에서 물러난 상황이었다. 평소 국제영화제의 필요성에 공감하고 있었고 몇 차례 제의도 받아본 경험이 있었던 그였지만, 무엇보다도 세 사람의 체계적인 계획과 승부수에 반해 집행위원장직을 기꺼이 수락했다. 이후 박광수 감독이 부집행위원장으로 합류하고，김동호와 인연이 있었던 오석근 감독도 사무국장으로 활동하게 되었다. 오 감독은 1999년 제4회 영화제까지 사무국장을 맡으며 사무국의 기틀을 닦았다.
1년간의 준비를 거친 뒤 1996년 4월 16일 부산국제영화제조직위원회가 문화체육부에 등록되었다. 위원장은 문정수 부산시장이 당연직으로 맡게 되었다. 5월 16일에는 부산국제영화제의 개최 계획을 처음 발표하였다. 뉴 커런츠, 아시아 영화의창, 코리안 파노라마 등 현재까지도 명맥을 잇고 있는 섹션들을 기획하였으며, 국제영화제로서는 드문 야외상영도 로카르노 영화제에서 설비를 대여해 진행하기로 했다. 같은해 6월 6일에는 부산 요트경기장에 위치한 조직위원회 사무국에서 현판식을 가지면서 조직위의 공식 출범을 알렸다.

### 김동호 체제
첫 영화제의 성공적인 개최 이후 김동호 위원장은 14년간 집행위원장직을 맡으며 조직위를 안정적으로 이끌고, 영화제의 발전에 크게 기여했다는 평가를 받는다. 영화제 초창기만 하더라도 김동호의 집행위원장 수행에 대한 반발이 있었으나, 1998년 제3회 부산국제영화제 이후로 영화제가 자리를 잡아감에 따라 비판이 잦아들었다. 1998년은 조직위 차원에서 아시아 영화인에게 제작투자비를 지원하는 제도인 PPP (Pusan Promotion Plan)를 신설해 운영하기 시작한 해이기도 했다.
김동호 위원장은 2005년 제10회 영화제에 맞춰 물러날 뜻을 처음으로 밝혔으나, 영화제 전용관을 위한 부지 선정과 국제설계공모 작업과정 한창 진행되던 시점이었고, 예산 배정 등의 문제가 남아있었다. 이용관 교수와의 공동집행위원장 체제에 들어서고 2008년 영화의전당 기공을 거치고 난 2009년 2월 25일 김동호 위원장이 사임을 정식 발표했다. 그러나 부산시장을 비롯한 주변의 만류와 반대의사로 1년을 더 연임했고, 최종적으로 2010년 자리에서 물러났다. 사임과 동시에 김동호는 명예 집행위원장으로 자리하게 되었다.
한편 2007년 12회부터 공동집행위원장을 맡게 된 영화학자 이용관은 김동호 집행위원장의 사임에 따라 2011년 제16회 영화제부터 단독 집행위원장직에 오르게 되었다.

### 다이빙벨 사건과 부산시의 개입 논란
2014년 제19회 부산국제영화제 당시 새누리당 소속의 서병수 부산시장이 세월호 사건을 다룬 다큐멘터리 다이빙벨이 “정치적 중립성을 해치는 작품”이라며 상영 취소를 요청했으나 조직위 측은 예정대로 상영했다.
2014년 말, 부산시는 BIFF 조직위 감사를 벌였으며, 2015년 1월 23일 부산시 고위관계자가 초청작 선정 관련 규정 위반 등 지적사항을 이용관 집행위원장에게 전달하며 우회적으로 사퇴를 요구했다. 조직위 측은 프로그램 선정 절차가 미비하다는 지적에 대해 "영화제 초청 상영작은 특정 시기에 접수해 일괄 심사로 결정하는 것이 아니라 프로그래머의 영화관과 안목에 따른 주관적 판단이 먼저이며 이는 존중해야 할 사항"이라고 밝혔다. 영화계는 서병수 시장의  다이빙벨 상영 취소 요구를 거부한 데 따른 보복조치로 받아들이며 강력히 반발했다. 로테르담국제영화제와 베를린국제영화제 집행위원장은 부산국제영화제의 독립성지지를 표명하였다. 예산 6억5천만 원 삭감하고 다른 영화제는 지원금 늘려 영진위의 보복이 아니냐는 논란이 있다.
사건의 여파가 가시지 않은 2015년 제20회 부산국제영화제를 앞두고서는 임시총회를 통해 배우 강수연이 공동집행위원장으로 위촉되었다.
2017년 박영수 특검팀은 박근혜 정부의 문화예술계 블랙리스트 작성 의혹과 함께 BIFF에 대한 예산 삭감 지시 정황이 있었는지 수사에 나섰다.

### 위기
2020년 코로나19 범유행의 여파로 인해 제25회 부산국제영화제의 규모를 축소하면서 예산도 119억 규모로 대폭 줄였다. 하지만 2020년 8월 기업에 미리 유치한 협찬금 40억원이 전면 취소되면서 협찬수익이 90% 넘게 급감하면서 최악의 재정위기를 겪게 되었다. 영화제가 존폐 위기에 몰리자 조직위원회는 부산시에 13억원을 추가로 지원해 달라고 요청했다.
2021년 1월 31일, 전양준 집행위원장이 취임 3년 만에 위원장직을 사퇴했다. 1996년 영화제 창설 당시 원년 멤버이기도 했던 그는 "영화제의 창설자들과 리더들이 정치인들과 진영 논리에 의해 이용당하고 사분오열된 채 뿔뿔이 흩어져 서로 적대시하는 난제를 해결하지 못하고 떠나게 됐다"며 안타까움을 표했다. 전 위원장의 사임 결정은 내부 논의 없이 단독으로 내려졌으며, 다음달 조직위 정기총회에서 연임 여부가 논의될 예정이었다. 이어진 3월 25일 정기총회에서는 평론가이자 영화의전당 프로그래밍과 시네마테크 운영 부문을 맡고 있는 허문영이 신임 집행위원장으로 위촉되었다.

## 조직도
부산국제영화제 조직위원회는 이사회와 집행위원회로 구성되며, 집행위 밑으로 선정위원회와 지석영화연구소, 사무국을 두고 있다.
지석영화연구소는 2017년 칸 영화제 출장 도중 타계한 김지석 부집행위원장의 이름을 딴 연구소로, 부산국제영화제의 성장과 아시아 영화의 발전에 헌신한 고인의 뜻을 이어가기 위해 2018년 10월 설립되었다. 부산국제영화제의 성장 방향과 비전을 모색하고, 아시아 영화에 대한 체계적인 연구와 사업 진행을 목표로 삼고 있다.
선정위원회는 영화제의 초청작을 선정하는 프로그래머로 구성된다. 2021년 현재 활동중인 프로그래머는 다음과 같다.
- 아시아영화: 남동철 수석프로그래머, 박선영 프로그래머, 박성호 프로그래머
- 월드영화: 박도신 선임프로그래머, 서승희 프로그래머, 박가언 프로그래머
- 한국영화: 정한석 프로그래머
- 와이드앵글: 강소원 프로그래머
- 커뮤니티비프: 정미 프로그래머

사무국의 조직은 다음과 같다.
- 전략기획실: 기획팀, 인사팀, 총무팀, 회계팀
- 홍보실: 홍보팀, 마케팅팀
- 프로그램기획실: 한국영화팀, 아시아영화팀, 월드영화팀, 초청팀
- 프로그램 운영지원실: 관객서비스팀, 영사자막팀, 정보화사업팀
- 대외사업실: 커뮤니티비프팀
- 아시아콘텐츠&필름마켓실: 행사운영팀, 참가지원팀, 아시아프로젝트마켓팀

## 관련 문헌
- 김지석 (2015). 《영화의 바다 속으로》. 본북스. ISBN 9791195624232.